# Turquestein-Blancrupt
Turquestein-Blancrupt é uma comuna francesa na região administrativa de Grande Leste, no departamento de Mosela. Estende-se por uma área de 30,04 km². Em 2010 a comuna tinha 12 habitantes (densidade: 0,4 hab./km²).